# Idealo

## idealo (Italia)
idealo è un portale internazionale di comparazione prezzi fondato nel 2000 a Berlino. Fa parte del gruppo editoriale Axel Springer e si è affermato come uno dei comparatori prezzi leader in Europa. La piattaforma è attiva in diverse nazioni europee ed è presente in Italia dal 2011 tramite il sito idealo.it.

## Storia
idealo è stata fondata a Berlino nel 2000 da un gruppo di imprenditori del settore digitale. Nel 2006, la maggioranza della società è stata acquisita dal gruppo Axel Springer, consolidandone la crescita internazionale. Negli anni successivi idealo ha esteso la propria presenza in vari paesi d’Europa, tra cui l’Italia, dove è attiva dal 2011 con idealo.it.
Nel maggio 2017, l’azienda ha nominato Fabio Plebani come primo Country Manager dedicato all’Italia. Sotto la sua guida, il sito idealo.it ha registrato nei tre anni successivi una crescita del +300% nelle visite e del +400% nel fatturato.
Nel 2020, in seguito al boom dell’e-commerce dovuto alla pandemia di COVID-19, idealo.it ha visto un ulteriore incremento del +181% di traffico e un aumento del 44% nel numero di shop affiliati.

## Servizi
idealo aggrega offerte provenienti da migliaia di negozi online. A fine 2018, sul portale italiano erano disponibili oltre 145 milioni di offerte da più di 30.000 shop.
Una caratteristica distintiva di idealo è l’ordinamento delle offerte esclusivamente in base al prezzo più basso, senza possibilità per i negozi di pagare per migliorare la propria posizione.
Ogni prodotto è corredato da schede dettagliate e specifiche tecniche redatte da un team interno di redattori. Tra le funzionalità più apprezzate, vi è il servizio “prezzo ideale”, che permette agli utenti di impostare una soglia e ricevere una notifica quando il prezzo del prodotto la raggiunge.

## Concorrenza
In Italia, il principale concorrente è Trovaprezzi. Secondo analisi di settore, idealo si differenzia per:
- la qualità editoriale delle schede prodotto, redatte internamente;
- l’ordinamento imparziale delle offerte in base al prezzo;
- la funzione “prezzo ideale”;
- l’impossibilità per i negozi di acquistare visibilità sponsorizzata.[7]

## Country Manager in Italia
Nel corso degli anni, il mercato italiano di idealo è stato guidato da diversi Country Manager, ciascuno con un ruolo determinante nello sviluppo locale.

### Fabio Plebani (2017 – settembre 2020)
Fabio Plebani è stato il primo Country Manager ufficiale di idealo per il mercato italiano. Nominato nel 2017, ha guidato la trasformazione di idealo.it da progetto secondario a uno dei portali leader nella comparazione prezzi in Italia.  
Sotto la sua direzione, il sito ha registrato una crescita del 300% nel traffico, del 400% nel fatturato e del 630% nel margine operativo.  
In un'intervista, ha raccontato: “ho passato i primi 15 giorni… chiedendomi come questa azienda potesse migliorare… in meno di un anno abbiamo rivoluzionato tutto”.  
Nel 2020 è stato promosso a capo dell’espansione internazionale del gruppo.

### Filippo Dattola (settembre 2020 – novembre 2021)
Filippo Dattola, italiano cresciuto in Germania, ha assunto il ruolo nel settembre 2020 dopo aver guidato idealo nel Regno Unito.  
Durante il suo incarico, idealo.it ha registrato una crescita del traffico del 181% e un aumento del 44% dei negozi affiliati rispetto all’anno precedente.  
Dattola ha dichiarato che il passaggio dallo shopping offline a quello online rappresentava un cambiamento duraturo, e ha sottolineato l’impegno dell’azienda nel supportare i piccoli merchant italiani ad accedere a canali digitali di qualità.

### Dumitru Baltatescu (novembre 2021 – aprile 2025)
Dumitru Baltatescu è stato Country Manager di idealo Italia dal novembre 2021 all’aprile 2025.  
Di origini moldave e formazione italiana, ha maturato esperienze nel marketing digitale e nello sviluppo commerciale di startup internazionali.  
Nel 2023, intervistato da EcommerceHub, ha sottolineato l'importanza di costruire community attive e di misurare le performance delle campagne digitali.  
Nel 2024 ha condotto un workshop al Netcomm Forum su “I benefici della comparazione prezzi come canale di performance marketing”.  
Ha inoltre promosso il programma “Cashback 500”, che offriva incentivi fino a 500 € ai nuovi negozi partner.  
Baltatescu ha lasciato l’azienda nell’aprile 2025 per proseguire la sua carriera professionale in un nuovo settore.

## Sostenibilità
idealo promuove una strategia orientata alla sostenibilità. La piattaforma italiana ha lanciato diverse iniziative di sensibilizzazione sul consumo responsabile, con focus su:
- prodotti sostenibili (bio, ricaricabili, a basso impatto);
- riduzione delle emissioni attraverso l’uso di server green;
- informazione agli utenti su alternative ecologiche.[17]